# Сан-Херонимо-Хаякатлан
Сан-Херо́нимо-Хаякатла́н (исп. San Jerónimo Xayacatlán) — город и муниципалитет в Мексике, входит в штат Пуэбла. Население — 4500 человек.

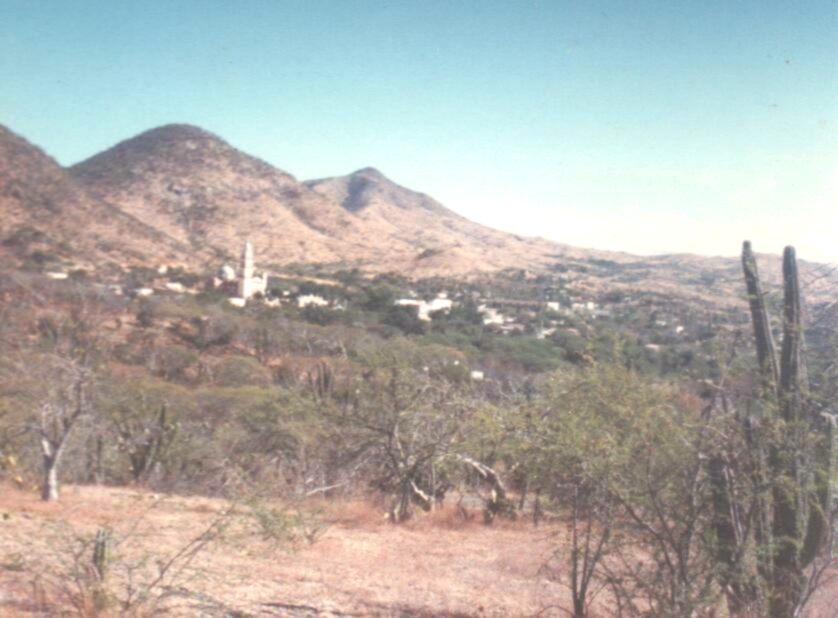
Вид на Сан-Херонимо-Хаякатлан

## История
Город основан в 1895 году.